# Čermožiše
Čermožiše este o localitate din comuna Žetale, Slovenia, cu o populație de 290 de locuitori.